# Rapy (przystanek kolejowy)
Rapy – dawny wąskotorowy kolejowy przystanek osobowy w Biłgoraju, na osiedlu Rapy, w województwie lubelskim, w Polsce.
Był to jeden z przystanków na trasie linii wąskotorowej, która w latach 1914–1915 i 1916–1971 łączyła Biłgoraj ze Zwierzyńcem.
Przystanek ten zlokalizowany był po południowej stronie ulicy Zamojskiej, na wysokości dzisiejszych zakładów produkcyjnych Pol-Skone Sp. z o.o. Przy nim znajdowały się m.in. składy drewna i materiałów opałowych.
W okresie okupacji niemieckiej (1939-1944) władze niemieckie obok przystanku umieściły wytwórnię baraków wojskowych. 15 marca 1943 oddział partyzancki komunistycznej Gwardii Ludowej, dowodzony przez Andrzeja Flisa ps. Maksym, zaatakował i spalił obiekty zakładu i stacji.
Likwidacja przystanku nastąpiła w 1971, czyli w momencie likwidacji linii wąskotorowej i budowy nowej linii normalnotorowej nr 66, biegnącej przez inną część dzielnicy Rapy.